# 大足南站
大足南站（又称双桥站），位于中华人民共和国重庆市大足区邮亭镇（双桥经济技术开发区境內），是成渝客运专线上的高铁站，于2015年12月26日启用营运，中国铁路成都局集团管辖。
大足区的204、206、406等3條公交車線路進駐大足南站。

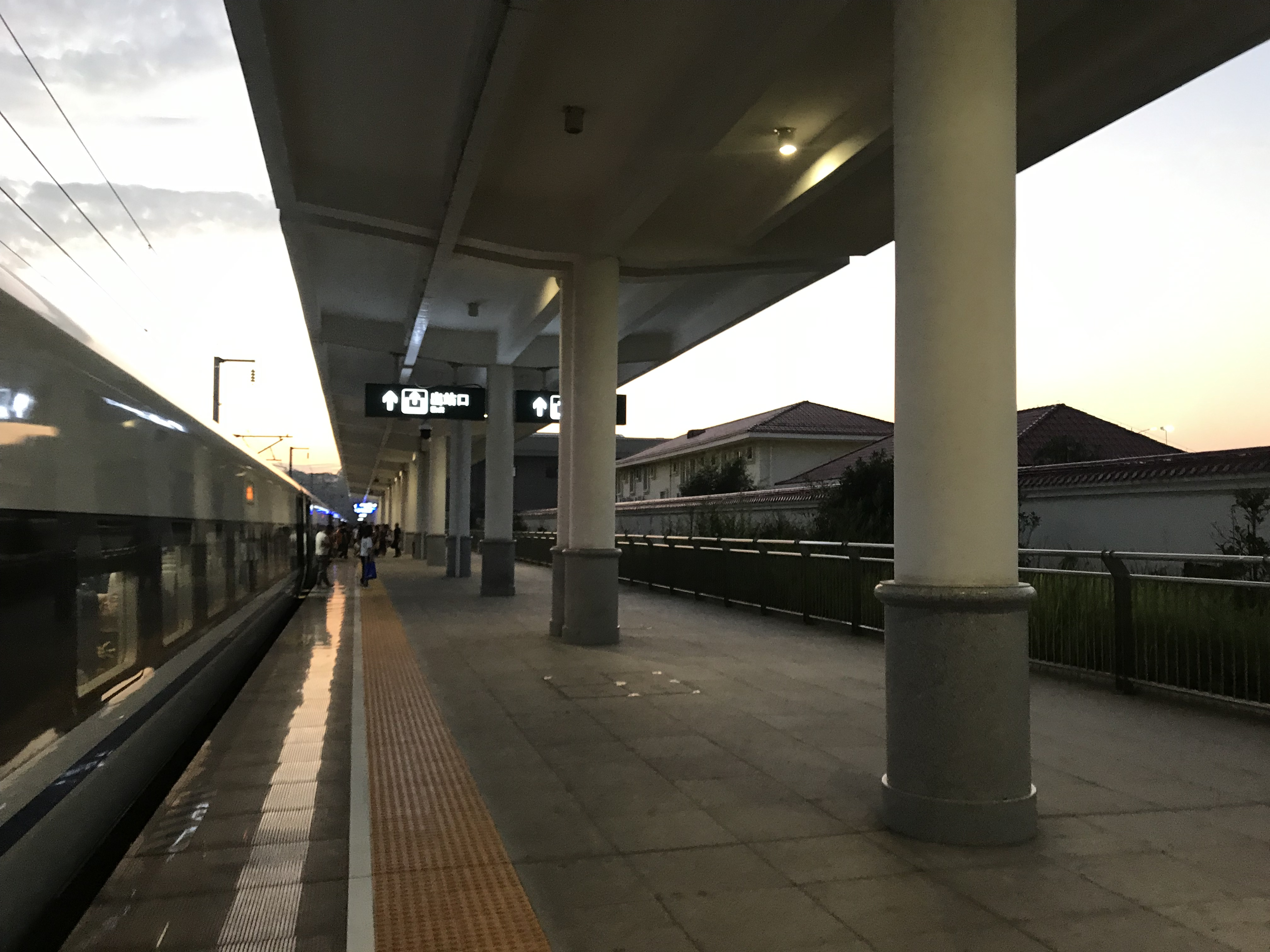
2019年8月，车站站台

## 車站設計
站房设计以大足石刻和海棠香国为主题。

## 車站周邊
- 大足石刻
- 成渝高速公路
- 邮亭收费站
- 大足邮亭汽车站
- 邮亭镇中心校
- 邮亭镇政府
- 中国农业银行重庆双桥邮亭支行
- 邮亭中心卫生院
- 邮亭镇生殖健康服务站
- 大足县邮亭国税所
- 渝蓉高速公路
- 南瀘高鐵
- 重慶市郊鐵路合大線
- 瀘大漢鐵路
- 大足登雲橋機場

## 歷史
- 2015年12月26日通车启用。

## 外部連結
- 中国铁路客户服务中心（页面存档备份，存于）